# Prefetti della provincia di Ragusa
Elenco dei prefetti della Provincia e del Libero consorzio comunale di Ragusa.

## Regno d'Italia (1926–1946)
| Nominativo                    | Mandato           | Mandato           |
| Nominativo                    | Inizio            | Fine              |
| ----------------------------- | ----------------- | ----------------- |
| Gaetano Deblasio              | 15 dicembre 1926  | 30 giugno 1928    |
| Francesco Rosso               | 1º luglio 1928    | 9 agosto 1930     |
| Ascanio Marca                 | 10 agosto 1930    | 13 settembre 1934 |
| Roberto Rizzi                 | 14 settembre 1934 | 30 giugno 1937    |
| Nicola Trifuoggi              | 1º luglio 1937    | 20 agosto 1939    |
| Francesco Sestini             | 21 agosto 1939    | 30 agosto 1942    |
| Giovanni Battista Zanframundo | 1º settembre 1942 | 31 gennaio 1943   |
| Ludovico Moroni               | 1º febbraio 1943  | 16 luglio 1943    |
| Giovanni Cartia               | 10 ottobre 1943   | 10 aprile 1944    |
| Cipriano Cipriani             | 11 aprile 1944    | 20 settembre 1944 |
| Simone Naitana                | 21 settembre 1944 | 15 febbraio 1946  |
| Osvaldo Fontanelli            | 16 febbraio 1946  | 19 maggio 1947    |

## Repubblica Italiana (dal 1946)
| Nominativo                    | Mandato           | Mandato           |
| Nominativo                    | Inizio            | Fine              |
| ----------------------------- | ----------------- | ----------------- |
| Umberto Mondio                | 20 maggio 1947    | 10 ottobre 1951   |
| Arnaldo Adami                 | 11 ottobre 1951   | 5 ottobre 1953    |
| Mario Castellucci             | 6 ottobre 1953    | 24 ottobre 1954   |
| Francesco Boccia              | 25 ottobre 1954   | 22 ottobre 1955   |
| Giovanni Zecchino             | 23 ottobre 1955   | 21 ottobre 1956   |
| Francesco Blancaleone         | 22 ottobre 1956   | 7 ottobre 1958    |
| Santi Cappellani              | 8 ottobre 1958    | 10 ottobre 1961   |
| Nicola Santoro                | 11 ottobre 1961   | 27 maggio 1962    |
| Raimondo Nicastro             | 28 maggio 1962    | 25 ottobre 1963   |
| Giuseppe Poli                 | 26 ottobre 1963   | 13 dicembre 1964  |
| Franco Giorgianni             | 14 dicembre 1964  | 29 febbraio 1968  |
| Emilio di Catrano Fedele      | 1º marzo 1968     | 9 settembre 1971  |
| Franco Monaco                 | 10 settembre 1971 | 14 luglio 1974    |
| Francesco Latilla             | 15 luglio 1974    | 9 luglio 1975     |
| Angelo Vitarelli              | 10 luglio 1975    | 15 gennaio 1978   |
| Vincenzo Coccia               | 16 gennaio 1978   | 15 agosto 1979    |
| Filippo Mastroiacovo          | 16 agosto 1979    | 18 maggio 1980    |
| Sebastiano Porracciolo        | 19 maggio 1980    | 31 ottobre 1983   |
| Nicola Bosa                   | 1º novembre 1983  | 31 marzo 1985     |
| Antonio Ciccarelli            | 2 aprile 1985     | 29 luglio 1985    |
| Attilio Siani                 | 21 ottobre 1985   | 6 novembre 1988   |
| Berardo Ienzi                 | 7 novembre 1988   | 1º settembre 1991 |
| Antonio Prestipino Giarritta  | 2 settembre 1991  | 31 gennaio 1993   |
| Giancarlo Ingrao              | 1º febbraio 1993  | 14 maggio 1997    |
| Oreste Iovino                 | 15 maggio 1997    | 19 dicembre 2000  |
| Sandro Calvosa                | 20 dicembre 2000  | 5 febbraio 2005   |
| Marcello Ciliberti            | 6 febbraio 2005   | 9 gennaio 2008    |
| Giovanni Francesco Monteleone | 10 gennaio 2008   | 19 agosto 2008    |
| Carlo Fanara                  | 20 agosto 2008    | 31 agosto 2009    |
| Francesca Cannizzo            | 1º settembre 2009 | 28 agosto 2011    |
| Giovanna Cagliostro           | 29 agosto 2011    | 4 novembre 2012   |
| Annunziato Vardè              | 5 novembre 2012   | 10 gennaio 2016   |
| Maria Carmela Librizzi        | 11 gennaio 2016   | 5 febbraio 2018   |
| Filippina Cocuzza             | 6 febbraio 2018   | 25 maggio 2021    |
| Giuseppe Ranieri              | 26 maggio 2021    | in carica         |